# Nati nel 1926/Giugno
| Questa pagina contiene informazioni ricavate automaticamente dalle voci biografiche con l'ausilio del template Bio e di un bot. L'aggiornamento è periodico e automatico e ricostruisce completamente la pagina. Se manca una persona in questa lista, sei pregato di non aggiungerla, ma accertati piuttosto che la sua voce biografica contenga il template Bio e che i dati anagrafici siano correttamente compilati. Se il template Bio manca, inseriscilo tu stesso o, in alternativa, metti l'avviso {{tmp\|Bio}} che ne segnala la mancanza. Se i dati riportati sono sbagliati, correggi direttamente la voce biografica; le modifiche saranno visibili in questa lista entro pochi giorni. Per chiarimenti vedi il progetto biografie. La lista contiene solo le 191 persone che sono citate nell'enciclopedia e per le quali è stato implementato correttamente il template Bio. Pagina aggiornata al 10 ago 2025. |

- 1º giugno - Aleksandr Anufriev, mezzofondista sovietico († 1996)
- 1º giugno - Johnny Berry, calciatore inglese († 1994)
- 1º giugno - Luigi Bommarito, arcivescovo cattolico italiano († 2019)
- 1º giugno - Phillip Burton, politico statunitense († 1983)
- 1º giugno - Egon Drews, canoista tedesco († 2011)
- 1º giugno - Carlo Formenti, imprenditore italiano († 2022)
- 1º giugno - Henry From, calciatore e allenatore di calcio danese († 1990)
- 1º giugno - Andy Griffith, attore, regista e produttore televisivo statunitense († 2012)
- 1º giugno - Marilyn Monroe, attrice, cantante e modella statunitense († 1962)
- 1º giugno - Aubrey Morris, attore britannico († 2015)
- 1º giugno - George Robb, calciatore inglese († 2011)
- 2 giugno - Umberto Barbaresi, politico italiano († 2011)
- 2 giugno - Raul Hilberg, storico statunitense († 2007)
- 2 giugno - Albert Humphrey, economista statunitense († 2005)
- 2 giugno - Lodovico Meneghetti, architetto e urbanista italiano († 2020)
- 2 giugno - Sergio Musmeci, ingegnere italiano († 1981)
- 2 giugno - Milo O'Shea, attore irlandese († 2013)
- 2 giugno - Mario Piccioli, superstite dell'Olocausto italiano († 2010)
- 2 giugno - Red Pryor, cestista statunitense († 2005)
- 2 giugno - Carlo Ramous, scultore e pittore italiano († 2003)
- 2 giugno - Orlando Rao, calciatore e allenatore di calcio argentino († 1991)
- 2 giugno - Bill Tosheff, cestista statunitense († 2011)
- 3 giugno - Roscoe Bartlett, politico statunitense
- 3 giugno - Alberto Farnese, attore italiano († 1994)
- 3 giugno - Hamilton Fish IV, politico statunitense († 1996)
- 3 giugno - Allen Ginsberg, poeta statunitense († 1997)
- 3 giugno - Flora MacDonald, politica canadese († 2015)
- 4 giugno - Georges Baert, cestista belga († 2017)
- 4 giugno - Mohamed El Kassab, medico tunisino († 1986)
- 4 giugno - Richard Gottinger, calciatore tedesco († 2008)
- 4 giugno - Robert Earl Hughes, attore statunitense († 1958)
- 4 giugno - Nan Leslie, attrice statunitense († 2000)
- 4 giugno - Judith Malina, regista teatrale, attrice e scrittrice statunitense († 2015)
- 4 giugno - Joan Trayter, docente e dirigente sportivo spagnolo († 2017)
- 5 giugno - Armando Bandini, attore e doppiatore italiano († 2011)
- 5 giugno - Camillo Cibin, militare e poliziotto italiano († 2009)
- 5 giugno - Luigi Corradi, ingegnere italiano
- 5 giugno - Gurgen Dalibaltayan, generale armeno († 2015)
- 5 giugno - Daverio Clementino Giovannetti, politico e sindacalista italiano († 2014)
- 5 giugno - Giovanni di Thurn und Taxis, tedesco († 1990)
- 5 giugno - Peter George Peterson, imprenditore, politico e banchiere statunitense († 2018)
- 6 giugno - Vittorio Beltrami, partigiano e politico italiano († 2012)
- 6 giugno - Giotto Bizzarrini, ingegnere, designer e imprenditore italiano († 2023)
- 6 giugno - Leone Cimpellin, fumettista italiano († 2017)
- 6 giugno - Lars Ekborg, attore e cantante svedese († 1969)
- 6 giugno - Aldo Ghedin, organista italiano († 1998)
- 6 giugno - Peppino Mazzullo, attore e doppiatore italiano
- 6 giugno - Alfredo Pigna, conduttore televisivo, sceneggiatore e telecronista sportivo italiano († 2020)
- 6 giugno - Wandrè, liutaio italiano († 2004)
- 6 giugno - Maria Radnoti-Alföldi, archeologa e numismatica ungherese († 2022)
- 6 giugno - Alex Sanders, esoterista britannico († 1988)
- 6 giugno - Jacques Tabary, fumettista e illustratore francese († 2018)
- 6 giugno - Klaus Tennstedt, direttore d'orchestra tedesco († 1998)
- 6 giugno - Denis Vaughan, direttore d'orchestra australiano († 2017)
- 7 giugno - Fernando Santosuosso, magistrato, scrittore e poeta italiano († 2021)
- 7 giugno - Günther Schneider-Siemssen, scenografo tedesco († 2015)
- 8 giugno - Fred Kaps, illusionista olandese († 1980)
- 8 giugno - Ilie Ceaușescu, generale e politico rumeno († 2002)
- 8 giugno - John Diebold, imprenditore statunitense († 2005)
- 8 giugno - Kevin McClory, sceneggiatore, produttore cinematografico e regista irlandese († 2006)
- 8 giugno - Anatol Vieru, compositore e docente rumeno († 1998)
- 8 giugno - Faika d'Egitto, nobile egiziana († 1983)
- 9 giugno - Maide Capacci, calciatore e allenatore di calcio italiano († 1986)
- 9 giugno - Mona Freeman, attrice statunitense († 2014)
- 9 giugno - János Páder, allenatore di pallacanestro ungherese († 2001)
- 9 giugno - Fabrizio Rossi Longhi, diplomatico e commediografo italiano († 2022)
- 9 giugno - Sol Schlinger, sassofonista statunitense († 2017)
- 10 giugno - Bruno Bartoletti, direttore d'orchestra italiano († 2013)
- 10 giugno - Brita Borg, cantante e attrice svedese († 2010)
- 10 giugno - Kenton Campbell, cestista statunitense († 1999)
- 10 giugno - Italo Alighiero Chiusano, critico letterario, saggista e giornalista italiano († 1995)
- 10 giugno - June Haver, attrice statunitense († 2005)
- 10 giugno - Lionel Jeffries, attore, regista e sceneggiatore inglese († 2010)
- 10 giugno - Oreste Leonardi, carabiniere italiano († 1978)
- 10 giugno - Kevin McNamara, arcivescovo cattolico irlandese († 1987)
- 10 giugno - Ernesto Ragionieri, storico italiano († 1975)
- 10 giugno - Asrul Sani, scrittore, poeta e sceneggiatore indonesiano († 2004)
- 11 giugno - Giuseppe Cardano, ex calciatore italiano
- 11 giugno - Jacques Chalifour, cestista francese († 1987)
- 11 giugno - Daniel Dagallier, ex schermidore francese
- 11 giugno - Carlisle Floyd, compositore statunitense († 2021)
- 11 giugno - Ed Francis, wrestler e imprenditore statunitense († 2016)
- 11 giugno - Guglielmo Oppezzo, calciatore italiano († 1978)
- 11 giugno - Arlette Poirier, attrice francese († 2012)
- 12 giugno - Amadeo Carrizo, calciatore e allenatore di calcio argentino († 2020)
- 12 giugno - Héctor García, cestista e allenatore di pallacanestro uruguaiano
- 12 giugno - Luigi Lorini, ex calciatore italiano
- 12 giugno - Silvia Montefoschi, medico, biologa e psicoanalista italiana († 2011)
- 13 giugno - Angelo Maria Jacazzi, politico e partigiano italiano († 2015)
- 13 giugno - Jérôme Lejeune, genetista, pediatra e attivista francese († 1994)
- 13 giugno - Paul Lynde, attore e comico statunitense († 1982)
- 13 giugno - Eino Mäkinen, sollevatore finlandese († 2014)
- 14 giugno - Gabriele Cagliari, ingegnere e dirigente d'azienda italiano († 1993)
- 14 giugno - Gerry Hambling, montatore britannico († 2013)
- 14 giugno - Hermann Kant, scrittore tedesco († 2016)
- 14 giugno - Rinaldo Moro, ex calciatore italiano
- 14 giugno - Kurt Schmied, calciatore austriaco († 2007)
- 15 giugno - Abdesselem Ben Mohammed, calciatore marocchino († 1965)
- 15 giugno - Jesús Guzmán, attore spagnolo († 2023)
- 15 giugno - Herschell Gordon Lewis, regista e produttore cinematografico statunitense († 2016)
- 16 giugno - Bill Catching, attore e stuntman statunitense († 2007)
- 16 giugno - Adriano Emperado, artista marziale statunitense († 2009)
- 16 giugno - Primo Lacchini, partigiano italiano († 1944)
- 16 giugno - Giuseppe Manfredi, politico italiano († 2005)
- 16 giugno - Elena Mezzadra, artista, pittrice e illustratrice italiana († 2022)
- 16 giugno - Efraín Ríos Montt, generale e politico guatemalteco († 2018)
- 16 giugno - Arthur Rubin, produttore teatrale e attore statunitense († 2023)
- 17 giugno - Giovanni Invernizzi, canottiere italiano († 1986)
- 17 giugno - Elio Pandolfi, attore e doppiatore italiano († 2021)
- 17 giugno - David Shahar, scrittore israeliano († 1997)
- 17 giugno - Jim Springer, cestista statunitense († 2018)
- 18 giugno - Aad Bak, calciatore olandese († 2009)
- 18 giugno - Han Su-an, pugile sudcoreano († 1998)
- 18 giugno - Avshalom Haviv, israeliano († 1947)
- 18 giugno - Allan Sandage, astronomo statunitense († 2010)
- 18 giugno - Nicola Signorello, politico italiano († 2022)
- 18 giugno - Sverre Stenersen, sciatore nordico norvegese († 2005)
- 18 giugno - Valentino von Braitenberg, medico italiano († 2011)
- 19 giugno - Antonio Baslini, giornalista, politico e imprenditore italiano († 1995)
- 19 giugno - Rod Coleman, pilota motociclistico neozelandese († 2019)
- 19 giugno - Giangiacomo Feltrinelli, editore e attivista italiano († 1972)
- 19 giugno - Juan Hohberg, calciatore e allenatore di calcio argentino († 1996)
- 19 giugno - Arno J. Mayer, storico lussemburghese († 2023)
- 19 giugno - Julio Pérez, calciatore uruguaiano († 2002)
- 19 giugno - Erna Schneider Hoover, matematica statunitense
- 20 giugno - Giovanni Benvenuti, illustratore, scultore e fumettista italiano († 2005)
- 20 giugno - Lee Sherman Dreyfus, politico e educatore statunitense († 2008)
- 20 giugno - Antonio Martínez, cestista filippino († 2016)
- 20 giugno - Giovanni Viola, calciatore e allenatore di calcio italiano († 2008)
- 21 giugno - Robert Ballaman, calciatore svizzero († 2011)
- 21 giugno - Ettore Capriolo, traduttore e drammaturgo italiano († 2013)
- 21 giugno - Conrad L. Hall, direttore della fotografia statunitense († 2003)
- 21 giugno - Toshiro Kageyama, giocatore di go giapponese († 1990)
- 21 giugno - Luis Alberto del Paranà, cantautore e compositore paraguaiano († 1974)
- 21 giugno - Lou Ottens, ingegnere olandese († 2021)
- 21 giugno - Franz Schurmann, sociologo e storico statunitense († 2010)
- 21 giugno - Kalinka Simanova, cestista bulgara († 2020)
- 21 giugno - Otto Walzhofer, calciatore e allenatore di calcio austriaco († 2000)
- 22 giugno - George Englund, regista, sceneggiatore e produttore televisivo statunitense († 2017)
- 22 giugno - Daniele Hechich, presbitero italiano († 2009)
- 22 giugno - Tadeusz Konwicki, scrittore e regista polacco († 2015)
- 22 giugno - Doreen Mantle, attrice sudafricana († 2023)
- 22 giugno - Arthur H. Rosenfeld, fisico statunitense († 2017)
- 22 giugno - Gianni Vagliani, attore e doppiatore italiano († 2000)
- 22 giugno - Jean Varenne, orientalista, storico delle religioni e indologo francese († 1997)
- 22 giugno - Ruth Zechlin, compositrice, clavicembalista e organista tedesca († 2007)
- 23 giugno - Lanfranco Albertelli, calciatore e allenatore di calcio italiano († 2001)
- 23 giugno - Gerry Fisher, direttore della fotografia britannico († 2014)
- 23 giugno - Yoshihiro Hamaguchi, nuotatore giapponese († 2011)
- 23 giugno - Otto-Werner Mueller, direttore d'orchestra e docente tedesco († 2016)
- 23 giugno - Arnaldo Pomodoro, scultore e orafo italiano († 2025)
- 23 giugno - Sandy Saddler, pugile statunitense († 2001)
- 23 giugno - Bent Sørensen, calciatore danese († 2011)
- 24 giugno - Aldo Brovarone, designer italiano († 2020)
- 24 giugno - Robert Carnegie, XIII conte di Northesk, nobile scozzese († 1994)
- 24 giugno - Ettore Rufo, politico italiano
- 24 giugno - Barbara Scofield, tennista statunitense († 2023)
- 25 giugno - Alfonso Ambrosino, politico italiano († 1998)
- 25 giugno - Ingeborg Bachmann, poetessa, scrittrice e giornalista austriaca († 1973)
- 25 giugno - Leon Blevins, cestista e allenatore di pallacanestro statunitense († 1987)
- 25 giugno - Guido Daurù, intagliatore italiano († 2010)
- 25 giugno - Benedetto de Besi, partigiano italiano († 1944)
- 25 giugno - Ken Horne, calciatore inglese († 2015)
- 25 giugno - Ján Eugen Kočiš, vescovo cattolico slovacco († 2019)
- 25 giugno - Norm Sloan, cestista e allenatore di pallacanestro statunitense († 2003)
- 25 giugno - Stig Sollander, sciatore alpino svedese († 2019)
- 26 giugno - Adolfo Baruffi, regista italiano († 2013)
- 26 giugno - John Freely, fisico, insegnante e scrittore statunitense († 2017)
- 26 giugno - Dino Frescobaldi, giornalista, saggista e scrittore italiano († 2010)
- 26 giugno - Karel Kosík, filosofo ceco († 2003)
- 26 giugno - Rex Masterman Hunt, diplomatico britannico († 2012)
- 26 giugno - Hamilton Naki, infermiere e insegnante sudafricano († 2005)
- 26 giugno - Reinhold Steinhilb, ciclista su strada e pistard tedesco († 2006)
- 26 giugno - Fritz Zwazl, ex nuotatore austriaco
- 27 giugno - Giambattista Bonis, ex calciatore italiano
- 27 giugno - Eugene Gross, fisico statunitense († 1991)
- 27 giugno - Luigi Pallaro, politico italiano († 2020)
- 28 giugno - Mel Brooks, regista, sceneggiatore e comico statunitense
- 28 giugno - Pino Dordoni, marciatore italiano († 1998)
- 28 giugno - Robert Shelton, critico musicale e critico cinematografico statunitense († 1995)
- 29 giugno - Jabir III al-Ahmad al-Jabir Al Sabah, emiro kuwaitiano († 2006)
- 29 giugno - James K. Baxter, poeta neozelandese († 1972)
- 29 giugno - Fabio Brandolisio, calciatore italiano († 1999)
- 29 giugno - Bob Lavoy, cestista e allenatore di pallacanestro statunitense († 2010)
- 30 giugno - Paul Berg, biochimico statunitense († 2023)
- 30 giugno - Henk Bouwman, hockeista su prato olandese († 1995)
- 30 giugno - Giovanni Bernardo Gremoli, vescovo cattolico italiano († 2017)
- 30 giugno - Al Mulock, attore canadese († 1968)
- 30 giugno - Peter Alexander, attore, cantante e showman austriaco († 2011)
- 30 giugno - Margarita Michajlovna Pilichina, regista sovietica († 1975)
- 30 giugno - Nikolaj Vladimirovič Zateev, militare sovietico († 1998)